# Montagny, Rhône
Montagny là một xã thuộc tỉnh Rhône trong vùng Auvergne-Rhône-Alpes phía đông nước Pháp. Xã này nằm ở khu vực có độ cao từ 163-338 mét trên mực nước biển.